# Николаевский морской торговый порт
Николаевский морской торговый порт (укр. Миколаївський морський торговельний порт) — предприятие морского транспорта в городе Николаев Николаевской области Украины, входит в тройку крупнейших портов Украины. Специализируется на предоставлении услуг по перевалке различных видов грузов в экспортном, импортном, транзитном направлениях и в каботаже. В 2020 году перевалил 30,07 млн тонн грузов.

## Характеристики
Порт соединён Днепро-Бугско-лиманским каналом с Чёрным морем.
- Территория порта: 97,3 га
- Акватория порта: 224,5 га
- Общая протяжённость причалов порта: 2962,2 м
- Допустимая осадка у причалов: 10,3 м (в пресной воде)
- Длина железнодорожного полотна: 27 км
- Количество причалов: 15

Порт имеет портовый пункт Очаков, который является его структурным подразделением. Портовый пункт имеет три причала и предназначен для переработки навалочных и зерновых грузов. В портпункте могут обрабатываться суда длиной до 120 м и осадкой до 3 м.

## История

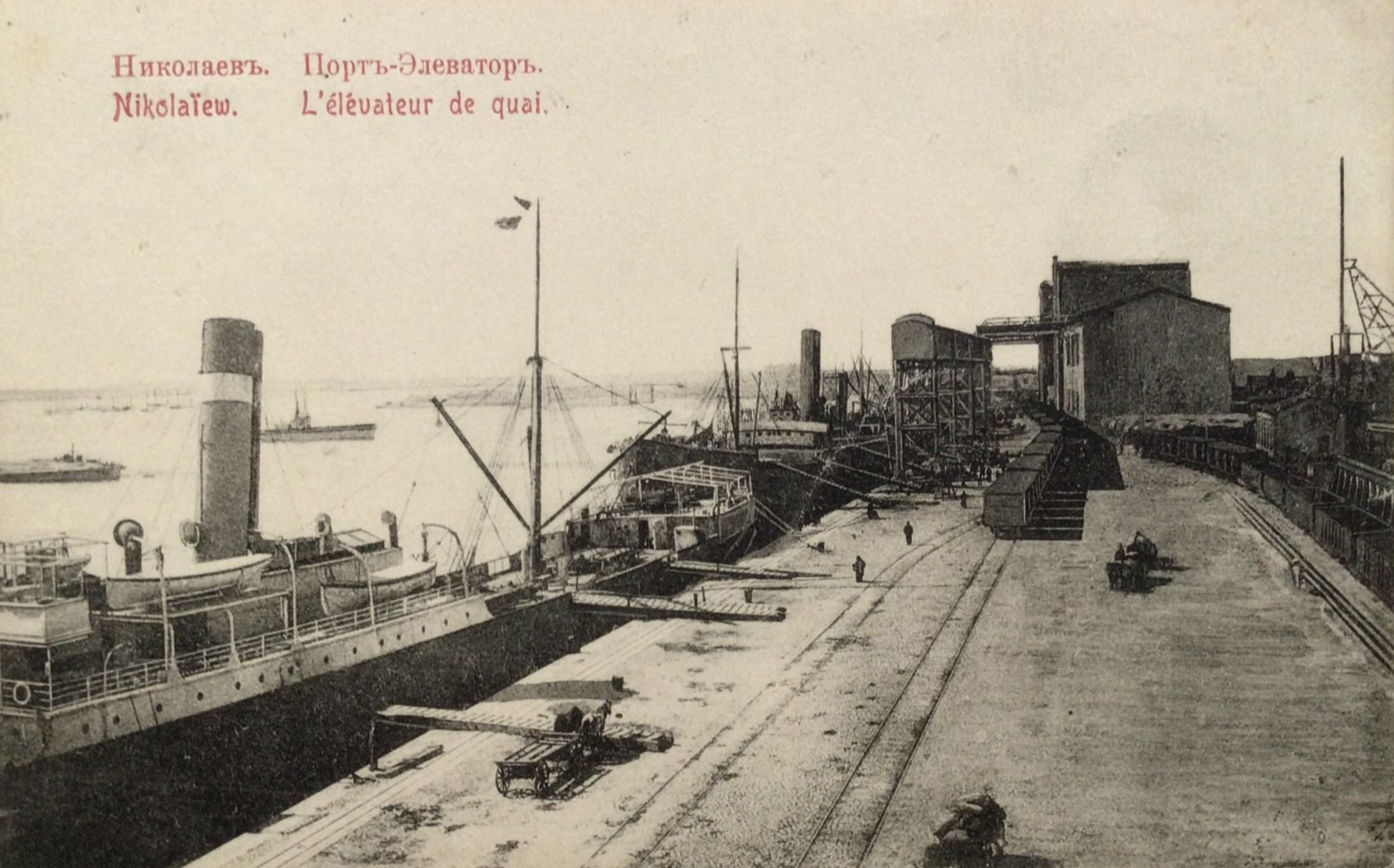
Николаевский порт в начале XX века

История порта началась ещё в далеком 1789 году. Первый вариант порта носил название Свободная гавань. Его открыли на левом берегу Ингула, по соседству со зданием адмиралтейства.
Навигационные навыки моряков в то время были ещё на низком уровне, и это привело к тому, что порт перевели в район Поповой балки. Произошло это в 1821 году. Строительство новых пристаней обошлась города в 64 тысячи рублей. Довольно увесистая сумма для того времени. Но это позволило создать место, которое способно разместить у себя десятки судов.
1 июля 1862 года, по ходатайству Богдана фон Глазенапа, был открыт Коммерческий порт для захода иностранных судов с открытием таможни 1 класса, а город — для приезда и жизни иностранцев. В порт для отправки на экспорт, кроме пшеницы, начали поступать в значительных размерах железная руда из Кривого Рога и уголь из Донецка. Коммерческий порт вернул Николаев в активную жизнь. В город стали прибывать инвесторы. Более чем через 10 лет от своего открытия Николаевский коммерческий порт начал выходить в лидеры среди портовых городов.
В 1875 году объём заграничных грузопотоков через Николаевский порт достиг уже 11 500 000 пудов. Погрузочно-разгрузочные работы в порту, в основном, велись вручную. Для выгрузки из барж и погрузки зерна на судно в летний период брали в аренду плавучие краны.
С 1888 года по 1913 год за счёт казённых средств были построены гранитная набережная, каботажная гавань, городская международная набережная, пристань для стоянки судов землечерпального каравана.
В 1912 году общий грузооборот порта составил более двух миллионов тонн, из них 80 % сыпучих — хлебные грузы, навалочных — около 20 %.
В 1930 году здесь был построен Николаевский портовый элеватор.
В 2008 году его грузооборот составил 9,2 миллиона тонн, что стало рекордным показателем для порта и за что он был удостоен награды «Золотая тонна».
Мощность порта привела к тому, что он стал желанным для частных компаний. Благодарю этому в 2018 году разгрузочно — погрузочные компании совершили перевалки грузов в объёме 30 миллионов тонн. И опять значительную массу составляли зерновые культуры. В 2019 году на территории порта могло хранится более 140 миллионов тонн зерна.
В 2017 году общий грузооборот порта составил 23,533 миллионов тонн.